# Rugby San Donà 2018-2019

## TOP12 2018-19

### Stagione regolare
| Incontro                 | Andata | Ritorno |
| ------------------------ | ------ | ------- |
| Viadana — San Donà       | 45-7   | 9-10    |
| San Donà — Verona        | 23-10  | 11-15   |
| San Donà — Calvisano     | 17-14  | 14-61   |
| S.S. Lazio — San Donà    | 13-5   | 19-21   |
| San Donà — Petrarca      | 9-13   | 7-26    |
| Mogliano — San Donà      | 26-15  | 14-43   |
| San Donà — Reggio Emilia | 12-19  | 19-31   |
| I Medicei — San Donà     | 20-24  | 12-38   |
| San Donà — Fiamme Oro    | 10-3   | 19-50   |
| Valsugana — San Donà     | 24-17  | 14-36   |
| San Donà — Rovigo        | 27-59  | 16-43   |

#### Risultati della stagione regolare
| Posizione | G  | V | N | P  | PF  | PS  | DP   | B | Pt |
| --------- | -- | - | - | -- | --- | --- | ---- | - | -- |
| 7ª        | 22 | 9 | 0 | 13 | 402 | 502 | -100 | 0 | 45 |

## Coppa Italia 2018-19

### Prima fase

#### Girone 1
| Incontro             | Andata | Ritorno |
| -------------------- | ------ | ------- |
| Valsugana — San Donà | 34-14  | 20-15   |
| San Donà — Verona    | 17-17  | 19-23   |
| San Donà — Mogliano  | 27-19  | 10-19   |

##### Risultati del girone 1
| Posizione | G | V | N | P | PF  | PS  | DP  | B | Pt |
| --------- | - | - | - | - | --- | --- | --- | - | -- |
| 4ª        | 6 | 1 | 1 | 4 | 102 | 132 | -30 | 3 | 9  |